# Tétaigne
Tétaigne település Franciaországban, Ardennes megyében. Lakosainak száma 131 fő (2022. január 1.). Tétaigne Brévilly, Carignan, Euilly-et-Lombut, Osnes, Pouru-Saint-Remy, Sachy és Douzy községekkel határos.

## Népesség
A település népessége az elmúlt években az alábbi módon változott:
| Lakosok száma | 142  | 95   | 80   | 80   | 93   | 121  | 131  | 129  | 128  | 131  |
|               | 1968 | 1982 | 1990 | 2006 | 2013 | 2015 | 2017 | 2019 | 2020 | 2022 |